# Batalla de Ollantaytambo
La batalla de Ollantaytambo fue un enfrentamiento militar que tuvo lugar durante la conquista española del Tahuantinsuyo, en enero de 1537, entre las fuerzas de Manco Inca y una expedición española comandada por Hernando Pizarro.
Habiendo sido aliado de los españoles, Manco Inca se rebeló en mayo de 1536 y asedió a la guarnición española en la ciudad del Cuzco. Para acabar con el conflicto, los asediados prepararon un ataque contra el cuartel general del Inca, localizado en el poblado de Ollantaytambo. La expedición fue comandada por Hernando Pizarro y constaba de 100 españoles y unos 30 000 aliados indígenas que se enfrentaron contra un ejército inca de 20 000 soldados.
El ejército inca se las ingenió para retener al ejército de Pizarro frente a un conjunto de altas terrazas agrícolas e inundaron su posición con la finalidad de debilitar a la caballería española. Incapacitados de avanzar y severamente presionados, los españoles se retiraron por la noche hacia la ciudad del Cuzco. A pesar de esta victoria, la llegada de refuerzos españoles al Cuzco forzó a Manco Inca a abandonar Ollantaytambo y buscar refugio en los densos bosques de la región de Vilcabamba, donde un estado inca independiente sobrevivió hasta 1572.
Existe cierta controversia con respecto a la ubicación real de la batalla. Según el canadiense John Hemming esta tomó lugar en el propio pueblo mientras que Jean-Pierre Protzen argumenta que la cercana llanura de Marcabamba está más de acorde con las descripciones del enfrentamiento. 

## Antecedentes
Por un tiempo Manco Inca y los conquistadores españoles mantuvieron buenas relaciones, además de que juntos derrotaron a los generales de Atahualpa y restablecieron el régimen inca en grandes porciones del imperio. Sin embargo, Manco Inca se dio cuenta de que la autoridad real reposaba sobre manos hispanas cuando su casa fue saqueada con impunidad por un motín español en 1535. Después de este incidente, el Inca fue sujeto de acoso constante ya que los españoles exigían oro, hurtaban a sus esposas, e inclusive lo aprisionaron, motivo por el cual escapó de Cuzco para iniciar un levantamiento.
En mayo de 1536, un ejército inca asedió Cuzco, en donde había una guarnición de españoles y sus aliados indígenas. Los conquistadores fueron severamente presionados pero se las arreglaron para resistir y contraatacar, llegando a asaltar el principal fuerte inca en Sacsayhuamán. Mientras tanto, los generales de Manco Inca ocuparon la sierra central del actual Perú y aniquilaron a varias expediciones enviadas a reforzar el Cuzco, pero fallaron en su intento de sitiar la recientemente fundada capital española de Lima. Como resultado de estos acontecimientos, ningún bando fue capaz de romper el estado de inmovilidad en el Cuzco por varios meses así que la guarnición española decidió hacer un ataque directo al cuartel general de Manco Inca en el poblado de Ollantaytambo, a unos 70 kilómetros al noroeste de la ciudad.

## Orden de batalla

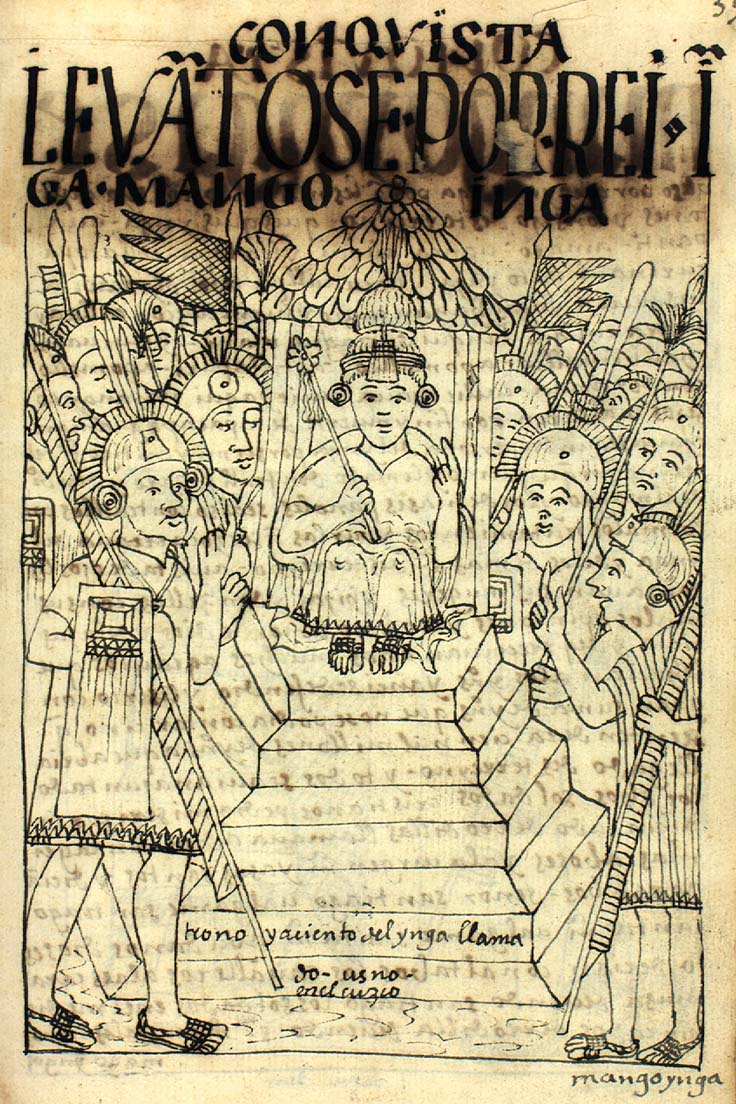
Dibujo de Guamán Poma de Ayala, que representa a Manco Inca Yupanqui sentado en su trono o usno.

El ataque fue dirigido por Hernando Pizarro, el comandante español con más alto rango en el Cuzco, con un ejército de 100 españoles (30 de infantería, 70 de caballería).Su distintivo principal en contraste con el ejército inca era la caballería, pues los caballos otorgaban una considerable ventaja en poder de ataque, maniobrabilidad, velocidad y pervivencia superior al de los guerreros incas. Todos los españoles usaban algún tipo de armadura, las más comúnmente usadas eran las cotas de malla de hierro y telas protectoras que eran más ligeras y ordinarias que la indumentaria completa; estas eran complementadas por cascos de acero y pequeños escudos de hierro o madera. La principal arma ofensiva española era la espada de acero, la cual los jinetes suplementaban con la lanza; ambas armas podían fácilmente introducirse en las vestimentas protectoras usadas por los soldados incas.No obstante, la mayor ventaja militar con que contaban los españoles era el grueso de su ejército conformado por sus aliados indígenas, quienes suministraban miles de guerreros así como personal de apoyo y provisiones,y en todas las batallas donde participaron los castellanos estos aliados siempre conformaban las fuerzas de vanguardia con gran efectividad incluso contra otros españoles, como serían acciones posteriores durante las guerra civiles entre Pizarro y Almagro o las rebeliones de los encomenderos Gonzalo Pizarro y Hernández Giron. Durante la campaña de Ollantaytambo, la expedición de Hernando Pizarro reclutó a decenas de miles de nativos, principalmente cañaris, chachapoyas, huancas y muchos miembros de la nobleza cuzqueña que no siguieron a Manco Inca,entre todos conformaban un inmenso contingente militar estimado en 30 000 hombres.
Contra los españoles, Manco Inca tenía un estimado de 20 000 soldados reunidos en Ollantaytambo, entre ellos había una gran cantidad de reclutas provenientes de tribus de la selva amazónica. El ejército de Manco Inca era una milicia compuesta en su mayoría de agricultores conscriptos con solo una buena capacitación militar como mayor ventaja en el conflicto. Esta era la práctica habitual en el Imperio Inca, donde el servicio militar formaba parte del deber de todos los hombres casados entre la edad de 25 y 50 años. En combate, estos soldados eran organizados por grupo étnico y conducidos a la batalla por sus propios líderes étnicos, llamados curacas. Las armas utilizadas incluyeron armas de combate cuerpo a cuerpo tales como garrotes y lanzas, así como armas de largo alcance como flechas, jabalinas y hondas; el equipo de protección incluía cascos, escudos y armaduras de algodón comprimido.
Con este armamento los guerreros incas estaban en desventaja en comparación con los españoles, ya que sus palos de madera y mazas con cabezas de piedra o bronce rara vez lograban matar a los españoles. Los tirachinas y otras armas de largo alcance a veces eran más efectivas debido a la precisión de los tiradores y al tamaño de las balas. A pesar de esto, los guerreros incas no tenían ninguna posibilidad contra la caballería española en campo abierto, por lo que decidieron luchar en terreno accidentado, cavando pozos para disminuir la movilidad de los caballos.

## Batalla
En Ollantaytambo, los incas se apoyaron en las fortificaciones para luchar contra los españoles. La principal vía de acceso a las montañas era el río Urubamba, que conectaba el sitio con Machu Picchu al oeste, y con Písac y Cuzco al este. Tras la revuelta, Manco Inca fortificó las entradas orientales para repeler los ataques de la antigua capital, ahora ocupada por los españoles. La primera línea de defensa consistió en una fuerte subida de terrazas en Pachar, cerca de la confluencia de los ríos Anta y Urubamba. Detrás de esta subida los incas canalizaron el Urubamba para hacerlo cruzar el valle de derecha a izquierda y de regreso, formando dos líneas de agua frente a los muros de Choqana en la margen izquierda y de 'Inkapintay en la derecha. Después del agua, en la llanura de Marcabamba, once terrazas altas cerraban el valle entre las montañas y un profundo cañón formado por el Urubamba. La única forma de avanzar era utilizar la Puerta T'iyupunku, un fuerte muro defensivo en el que se abrían dos puertas estrechas. En caso de que se pasaran estas puertas, un centro religioso rodeado de altas terrazas con vistas a Ollantaytambo, proporcionaría la última línea de defensa.
Ante estos obstáculos, la expedición española tuvo que cruzar el río muchas veces, a menudo luchando. El grueso del ejército inca se enfrentó a los españoles desde lo alto de unas terrazas con vistas a la llanura de Urubamba. Numerosos asaltos españoles a las terrazas fracasaron bajo una lluvia de flechas y hondas lanzados en los dos flancos enemigos.
Al llegar a la fortaleza, Hernando Pizarro decide mandar una expedición de flanqueo al mando de un capitán. Luego, momentos después, se dirige al pie de la misma, con intención de capturar al Inca topándose con una situación completamente inesperada

"...Llegado pues Hernando al amanecer sobre Tambo halló las cosas muy diferentes de lo que esperaba porque había puestas muchas centinelas en el campo y por los muros, y muchos cuerpos de guardia tocando al arma con gran gritería como los indios suelen... era cosa notable ver salir algunos ferozmente con espadas castellanas, rodelas y morriones, y tal indio hubo que armado de esta manera se atrevió a embestir con un caballo... aparecía el Inca a caballo entre su gente con su lanza en la mano, teniendo al ejercito recogido y arrimado al lugar que estaba muy bien fortificado de muralla y de un río, con buenas trincheras y fuertes terraplenes, a trechos y en buen orden."
crónicas de Antonio de Herrera. Historia general de los hechos de los castellanos en las Islas y Tierra Firme del mar Océano . Madrid (1601 – 1615).

Oportunamente informado Manco Inca descubrió el plan de Hernando y mandó que se sacara al río de su lecho, con fin de inundar la tierra de tal forma que los españoles no pudieran usar bien su caballería. 
Se desata el combate con una carga frontal coordinada entre caballería española e infantería indígena por oleadas hacia los andenes del lugar, siendo repelido por una enorme cantidad de piedras y flechas con una puntería mortal.
La batalla se tornaba más sangrienta y la lucha era heroica en ambos bandos. Si bien es cierto los españoles podían resistir mejor los ataques de los rivales, los aliados indígenas se hallaban en igualdad de armamento con los soldados cuzqueños por lo que la cantidad de bajas entre ellos era enorme, además las armas y caballos capturados a los españoles muertos en los enfrentamientos anteriores eran ahora hábilmente utilizados por los guerreros incas, más aún estos sustrajeron prácticas hispanas de combate como los perros y las aplicaban a su modo presentándose en esa fase del combate un escuadrón de pumas amaestrados que causaron gran mortandad entre los atacantes y sus aliados. 
Mientras más dura se tornaba la lucha, Hernando Pizarro recibió noticias de que la tropa que había enviado para flanqueo resultó vencida por los soldados incas. Para empeorar la situación, un grupo de soldados había pasado inadvertido y los atacó desde un flanco. Hernando había ido a atrapar al Inca en su propia base, pero ahora los papeles habían cambiado. Era Manco el que quería capturar vivo al capitán español. 
La victoria cuzqueña empezaba a tomar forma y el comando español dispuso una retirada pronta antes del anochecer. 
El plan de Hernando era sacar a su ejército en orden, pero las medidas tomadas por el comando cuzqueño hicieron que los españoles cayeran en la desesperación, por lo que la retirada se transformó en fuga, los españoles huyeron precipitadamente del campo de batalla, olvidando a sus aliados indígenas en el camino, quienes fueron siendo eliminados por los soldados cuzqueños que los perseguían.
La persecución fue feroz, otro pariente del conquistador Francisco Pizarro, su primo Pedro Pizarro al perder su montura estuvo a punto de ser victimado por los guerreros incas.. 

"...acudieron tantos indios sobre Pizarro y su caballo que se le soltó, y a él le cercaron defendiéndose valerosamente con su espada y su adarga, acudieron a socorrerle dos de a caballo, que tomandole en medio aunque trabajosamente le sacaron de la furia y porque para salir de entre ellos era necesario correr, hallandose Pedro Pizarro muy cansado se ahogaba y rogó a los compañeros que le aguardasen porque más quería morir peleando que huyendo ahogado ... ."
crónicas de Antonio de Herrera. Historia general de los hechos de los castellanos en las Islas y Tierra Firme del mar Océano . Madrid (1601 – 1615).

La victoria había sido tan contundente que, al día siguiente, un grupo de cuzqueños que había ido a perseguir a los rivales que huían, encontraron el campamento español completamente abandonado. Dice la crónica de Titu Cusi Yupanqui que los cuzqueños rieron ruidosamente porque los españoles habían huido de miedo.

## Consecuencias
El éxito de Ollantaytambo animó a Manco Inca a intentar la reconquista de Cuzco. Los españoles, sin embargo, descubrieron que el ejército inca se concentraba cerca de la ciudad y organizaron un ataque nocturno que provocó graves pérdidas entre los incas. El 18 de abril de 1537, un contingente español dirigido por Diego de Almagro regresó de una larga expedición a Chile y ocupó Cuzco. Almagro encarceló a los hermanos de Pizarro porque quería la ciudad para él; buena parte de las tropas españolas y nativas se le unieron.
Previamente había intentado negociar con Manco Inca, pero el intento fracasó cuando los ejércitos se enfrentaron en Calca, cerca del Cuzco. Como Almagro había traído refuerzos, el Inca decidió que su posición en Ollantaytambo ya no era segura porque estaba demasiado cerca del Cuzco, y se retiró al este hacia Vitcos. Almagro envió a su lugarteniente Rodrigo Orgóñez en su persecución con 300 españoles y muchos auxiliares indios. Orgoñez ocupó y saqueó Vitcos en julio de 1537, capturando a numerosos prisioneros, pero Manco Inca logró escapar. El soberano se refugió en la remota Vilcabamba, donde continuó existiendo un estado inca hasta la captura y ejecución de Túpac Amaru, el último Inca, en 1572.

## Controversia respecto a su ubicación

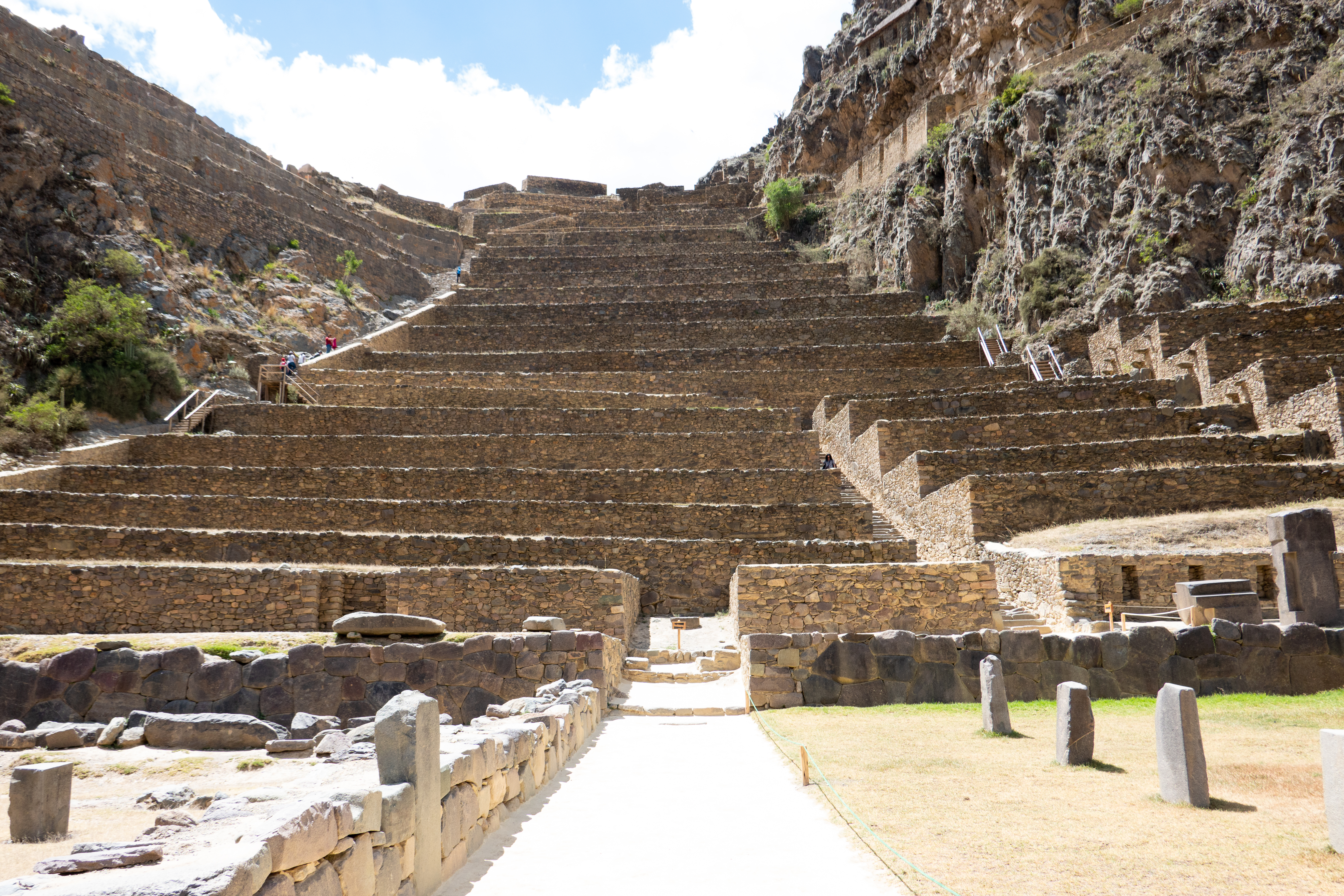
Andenerías incas en Ollantaytambo.

Hay cierto desacuerdo respecto a la verdadera ubicación de la batalla. Según el explorador canadiense John Hemming, las fuerzas españolas ocuparon una llanura entre Ollantaytambo y el río Urubamba mientras que el principal regimiento inca se ubicó en una ciudadela con vista sobre el pueblo, protegida por diecisiete andenes. Sin embargo, el arquitecto suizo Jean-Pierre Protzen argumenta que la topografía del poblado y su área circundante no concuerda con las descripciones contemporáneas de la batalla. El registro de un testigo anónimo señala que el ejército inca ocupó una serie de once andenes, no diecisiete; mientras que una crónica de Pedro Pizarro describe una portada flanqueada por muros como el único camino hacia los andenes. Protzen cree que estas descripciones aluden a un conjunto de once andenes que encierran la llanura de Marcabamba, cercana a Ollantaytambo, la cual incluye a la fortificada portada de T'iyupunku. En ese lugar, los españoles hubiesen estado rodeados por los andenes al frente, el río Urubamba a la izquierda y el cerro Pinkulluna a la derecha, concordando con los tres lados por los que fueron atacados durante la batalla. Si la hipótesis de Protzen es correcta, el río cuyo curso fue desviado para inundar el campo de batalla fue el Urubamba, y no su afluente más pequeño, el Patacancha, que fluye a lo largo del poblado de Ollantaytambo.